# Robert Finke
Robert „Bobby“ Christian Finke (* 6. November 1999 in Tampa, Florida) ist ein US-amerikanischer Schwimmer. Er ist Spezialist für die langen Freistilstrecken und dreifacher Olympiasieger sowie Weltmeister sowie Weltrekordhalter auf der 1500-Meter Strecke.

## Leben
Robert Finke, genannt „Bobby“, wurde in eine schwimmbegeisterte Familie hineingeboren. Sowohl seine Eltern Joe und Jeanne, als auch seine beiden älteren Schwestern Autumn Sky und Ariel Summer waren bzw. sind Wettkampfschwimmer. Sein Vater arbeitet als Schwimmtrainer bei den St. Petersburg Aquatics. Bei der US-amerikanischen Qualifikation für die Olympischen Sommerspiele 2016 in Rio de Janeiro starteten alle drei Finke-Kinder.
Im Jahr 2018 schloss er die öffentliche Countryside Highschool in Clearwater ab. Danach schrieb er sich als Student an der University of Florida in Gainesville ein. An der Hochschule schloss er sich dem Schwimm- und Tauchprogramms der Florida Gators an.
Seit 2018 ist Finke mit der Brustschwimmerin Ellie Zweifel liiert.

## Karriere
Im Jahr 2021 bei den Olympischen Sommerspielen in Tokio gewann Finke die Goldmedaillen über 800 und 1500 Meter Freistil. Bei der folgenden Schwimm-WM 2022 in Budapest gewann er den Titel über 800 Meter Freistil und wurde Vizeweltmeister über 1500 Meter Freistil. Bei den Weltmeisterschaften 2023 in Fukuoka gewann er Silber über 1500 Meter und Bronze über 800 Meter Freistil, jeweils mit neuem Amerikarekord.
Bei den Olympischen Sommerspielen 2024 in Paris gelang Finke die Titelverteidigung über die 1500-Meter-Strecke und gleichzeitig mit 14:30,67 Minuten einen neuen Weltrekord aufzustellen. Über die 800 Meter Freistil musste er sich dem Iren Daniel Wiffen geschlagen geben und gewann die Silbermedaille.